# Gilles Villeneuve
Joseph Gilles Henri Villeneuve (francia kiejtése: [ʒil vilnœv] ; Québec, 1950. január 18. – Leuven, 1982. május 8.) vagy egyszerűen csak Gilles Villeneuve kanadai autóversenyző, Formula–1-es pilóta volt. Hat évig versenyzett együléses versenyautóval, hat nagydíjgyőzelme volt, merész és látványos versenyzési stílusával generációjának egyik meghatározó alakja volt.
Rajongása a sebesség és a versenyek iránt már fiatal korában megmutatkozott, pályafutását motorosszán versenyzéssel kezdte hazájában, Québecben. Együléses versenyeken a kanadai és amerikai Formula Atlantic sorozatban vett részt először 1976-ban. Egy évvel később felfigyelt rá, majd szerződést kínált számára a Formula–1-es McLaren istálló. Az ő színeikben vehetett részt debütáló futamán, az 1977-es brit nagydíjon Silverstoneban. 1978-ban az olasz Ferrarihoz igazolt és 1982-ben bekövetkezett haláláig a Scuderia versenyzője maradt. Hat futamon intették le elsőként, az 1979-es világbajnokságot a második helyen fejezte be, négy ponttal lemaradva csapattársa, Jody Scheckter mögött.
Villeneuve a Zolderben rendezett 1982-es belga nagydíjon vesztette életét május 8-án, mikor az utolsó edzés utolsó perceiben az egyik kanyar után utolérte Jochen Masst, jobb első kereke ütközött a March hátsó kerekével, a Ferrari körülbelül 220 kilométeres sebességgel a levegőbe ugrott, majd megperdülve orral a földbe csapódott. Villeneuve az ülésével együtt kiszakadt belőle és az út túloldalán lévő védőhálóba vágódott. A kórházba szállítás közben a kanadai versenyző meghalt a mentőben. A baleset előtt két héttel csúnyán összeveszett csapattársával, Didier Pironival, aki a csapatutasítást megszegve előzte meg őt a San Marinó-i futam utolsó körében, megfosztva a győzelemtől. Halála pillanatában Villeneuve az egyik legnépszerűbb tagja volt a mezőnynek a rajongók körében és azóta is ikonikus személyisége a sportágnak. Hazájában, a montréali versenypálya az ő nevét viseli. Fia, Jacques Villeneuve az 1997-es szezon világbajnoka, mind a mai napig a sportág egyetlen kanadai győztese.

## Magánélete
Villeneuve Richelieu-ben született, Montréal külvárosában, a jórészt francia anyanyelvű lakosokból áll Québec tartományban, gyermekkora nagy részét azonban már Berthiervilleben töltötte. 1970-ben vette feleségül Joann Barthent, akitől két gyermeke született, Jacques és Mélanie. Pályafutása korai szakaszában családjával együtt lakókocsival utazott a versenyek helyszínére, és ezt a szokását részben Formula–1-es karrierje alatt is megtartotta. Gyakran állította, hogy 1952-ben született, ennek az volt az oka, hogy már eredetileg is viszonylag későn, 27 évesen jutott csak el a királykategóriába, és sokan túl öregnek tartották ahhoz, hogy a motorsport csúcskategóriájában versenyezzen.
Niki Lauda azt mondta róla: "Ő volt a legőrültebb ördög, akivel valaha találkoztam a Formula–1-ben ...  Érzékeny és szerethető karakter volt, ez tette ilyen egyedi emberi lénnyé ".
Öccse, Jacques is sikeres autóversenyző volt, számos kiugró eredménnyel büszkélkedhet a  Formula Atlantic, a Can Am és CART sorozatokban. Fia 1995-ben megnyerte a CART bajnokságot és az Indianapolisi 500-as versenyt, 1997-ben pedig a Formula–1 bajnoka lett.

## A Formula–1 előtt

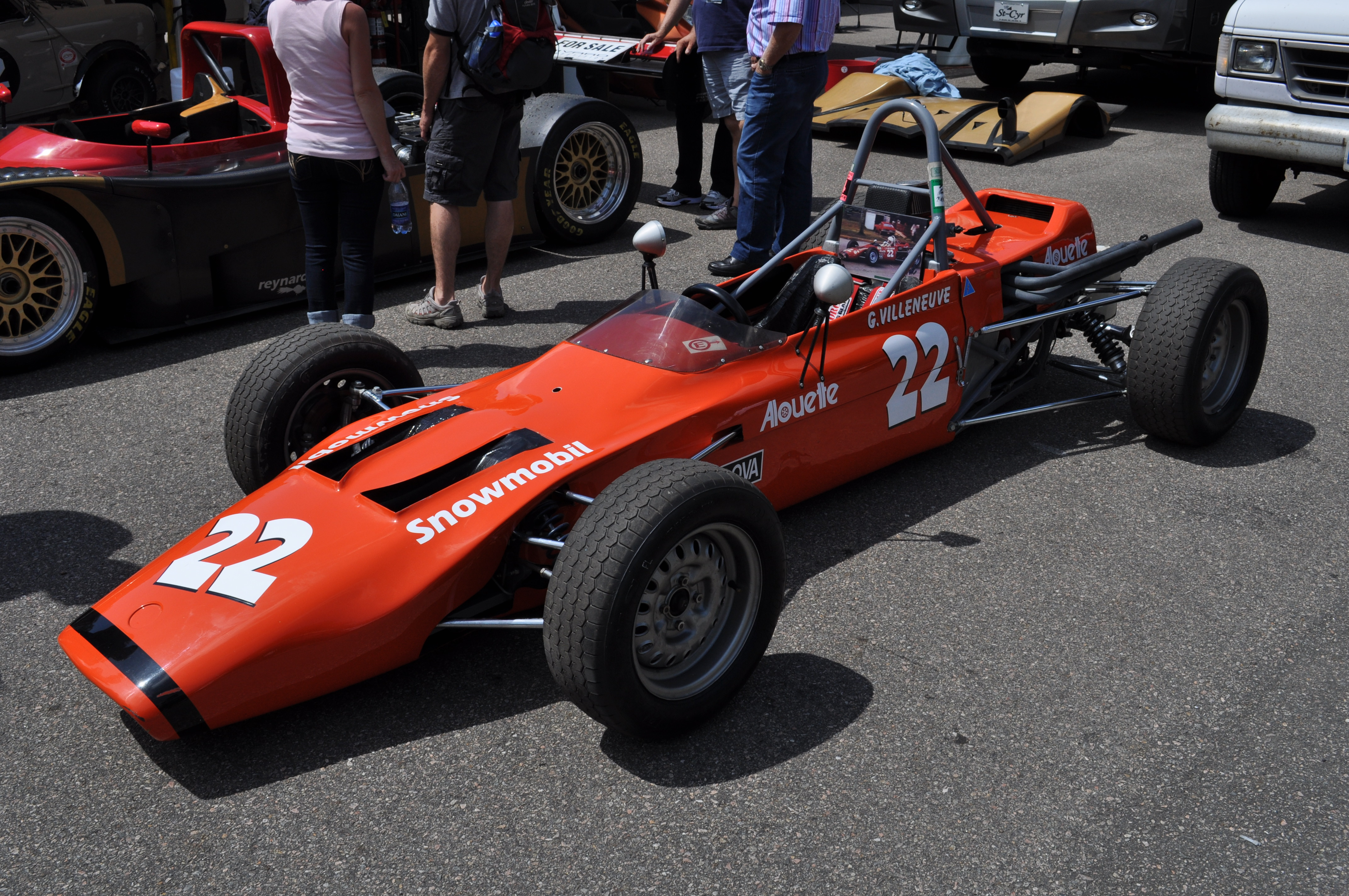
Villeneuve 1973-as Magnum MkIII Formula Ford versenyautója, amivel megnyerte a Quebec-i Formula Ford bajnokságot.

1967-ben gyorsulási autóversenyeken vett részt, rendszerint egy átalakított Ford Mustanggal. Hamarosan beleunt ebbe a világba és beiratkozott Jim Russell autósiskolájába, ahol hamarosan versenyzési engedélyt szerzett. Ezt követően egy sikeres szezon végén megnyerte a Quebec-i Formula Ford bajnokságot, amiben egy saját építésű, kétéves versenygéppel tízből hét versenyen diadalmaskodott. Ezt követően négy évig a Formula Ford bajnokságaiban indult, továbbra is saját autóval. Mindeközben Villeneuve hómobillal is versenyzett Québecben, ebben a sportágban 1974-ben világbajnok lett. Sikeres futamai után áttért az autóversenyzésre a Formula Atlantic versenysorozatban, ahol 1976-ban és 1977-ben megnyerte a bajnokságot. 1975-ben nagyszerű győzelmet aratott az atlantai Gimli MotoSport Park-ban a szakadó esőben.
1976-ban összeállt Chris Harrisonnal és Ray Wardell versenymérnökkel és uralta a kanadai valamint az amerikai futamokat, mindkét széria bajnoki címét besöpörve. A Canadian Formula Atlantic-ot 1977-ben is megnyerte.
Ezekben az években Villeneuve karrierjét nagyban befolyásolta a pénz, illetve annak hiánya. Mivel profi autóversenyzőként egyéb bevételi forrása nem volt, az első néhány évben kiadásait a motorosszán versenyek díjazásából fedezte. Az 1974-es világbajnoki cím ebből a szempontból is jól jött, második Formula Fordos idényében pedig már a motorosszánokat gyártó Skiroule cég is szponzorálta. Később úgy nyilatkozott ezeknek a tapasztalatoknak nagy hasznát vette, mint mondta: "Minden télen,  három vagy négy nagy havazás volt – a jégen sokszor 100 mérföld per órás sebességgel száguldottam. Azok a dolgok, amiket ott tapasztaltam, a sok csúszás, megtanított a kontrollra és a látási viszonyok is szörnyűek voltak! Hacsak nem vezettem akkor szinte semmit sem láttam a hótól. Jó reakciók – ez segít, nehogy bármilyen gondom is legyen az esőben való versenyzéskor."

## A Formula–1-ben
1977-ben debütált a Formula–1-ben a McLarennel egy verseny erejéig. Niki Lauda elszerződött a Brabhamhez több fizetésért, Enzo Ferrari pedig egy tehetséges versenyzőt keresett helyette, akit Villeneuve személyében talált meg. Az évad utolsó két versenyén már Ferrarival versenyzett. A fiatal kanadai pilóta – aki a kedvező elbírálást remélve letagadott két évet a korából – gyakran ütközött a Ferrarival az edzések és a futamok során is, de Ferrarinak tetszett ez a tüzes hozzáállás.
A japán nagydíjon ütközött Ronnie Peterson Tyrrelljével, és a nézők közé repült, akik közül ketten – egy fotós és egy pályabíró – szörnyethaltak. Első győzelmét 1978-ban aratta későbbi csapattársa, Scheckter előtt, 0 °C-os hőmérsékleten. Ekkor hazai közönség előtt nyert, ami később fiának sohasem sikerült. 1979-ben már a mezőny legjobb autójában ült, és a világbajnoki címért folyó harcba is beszállhatott, de a csapat kérésére végül Jody Schecktert segítette, aki világbajnok is lett. Zandvoortban előbb átvette a vezetést, majd egy defekt következtében el is vesztette azt. Őrült tempóval és három keréken a box felé vette az irányt. Látványos produkciója beírta magát az autóversenyzés történelmébe.
Stílusa inkább hasonlított egy raliversenyzőéhez. Emlékezetes volt kerékdurrogtató párbaja René Arnouxval az 1979-es Dijonban rendezett francia nagydíj utolsó köreiben. Ez volt a Formula–1 egyik legküzdelmesebb pillanata. Ennek ellenére a hat győzelme bizonyította taktikai ravaszságát és technikai fogékonyságát. Legnagyobb sikerét feltehetően 1981-ben érte el, amikor egy ormótlan turbófeltöltős Ferrarival küzdött a monacói győzelemért. Az autó olyannyira robusztus volt, hogy a kanadai „nagy vörös Cadillacnek” becézte. Ezt követően a spanyol nagydíjon klasszikus defenzív vezetési stílussal maga mögött tartott öt gyorsabb autót, kihasználva taktikai érzékét és kocsijának maximális teljesítményét.

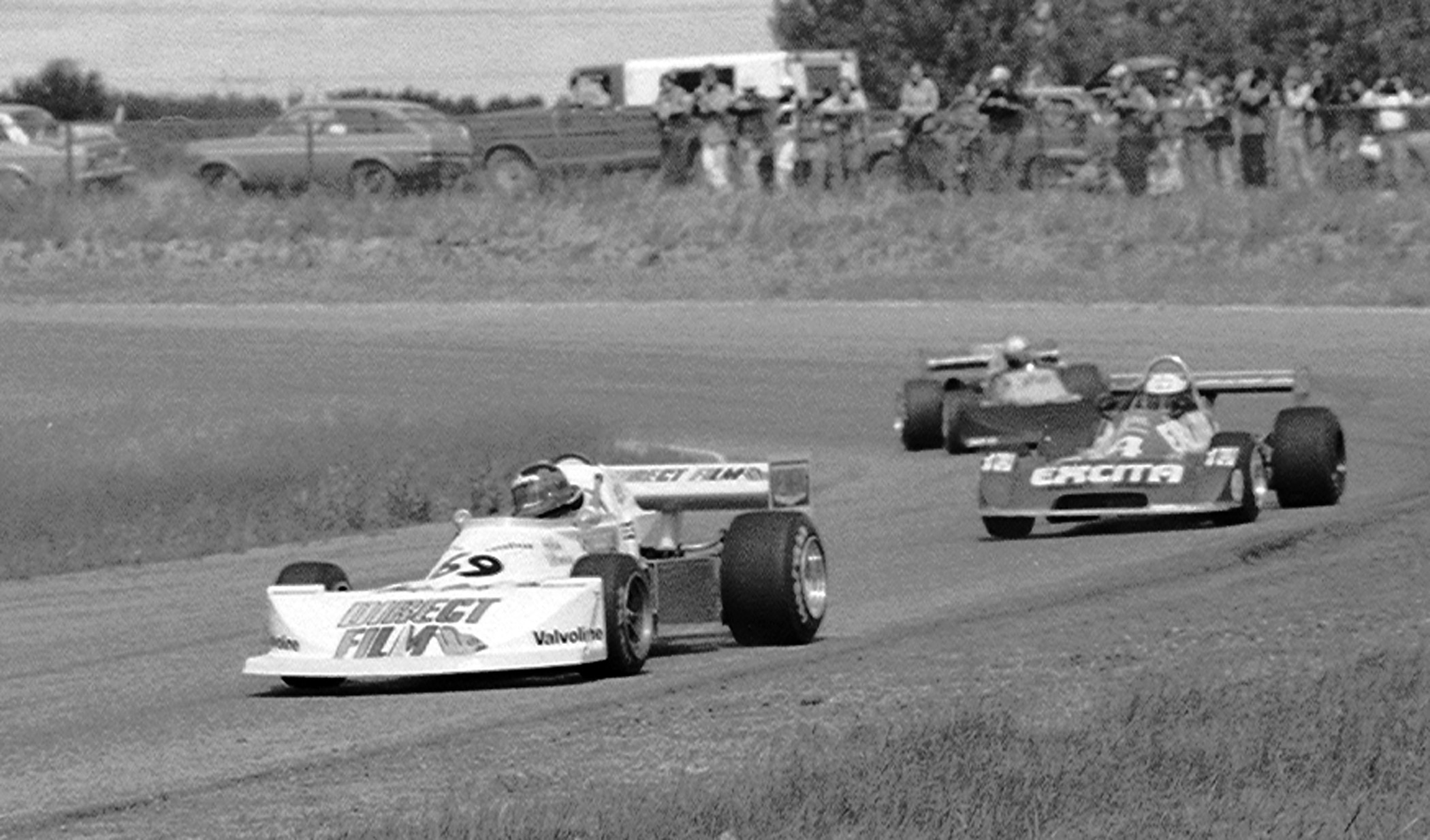
Villeneuve és Rosberg 1977-ben

1982-ben Villeneuve volt a világbajnoki cím egyik esélyese. Őt vélték az akkori mezőny egyik legjobb versenyzőjének, valamint a Ferrari – két év középszerű kocsija után – kitűnő karosszériát készített. Azonban a San Marinó-i nagydíjon csapattársa, Didier Pironi figyelmen kívül hagyva a csapat utasítását, megelőzte az utolsó körben Villeneuve-öt, amelyből később éles vita alakult ki kettejük között. Kibékülni már sohasem tudtak.

## Halála
A zolderi edzésen Ferraris csapattársa, Pironi állt az első helyen, ezért Villeneuve megpróbált nála gyorsabb lenni. A célegyenes utáni első kanyarból kijövet a levezető körén lévő Jochen Mass mögött haladt. Mass előbb balra, aztán jobbra húzódva próbálta elengedni Villeneuve-öt, aki már az első kitérő mozdulatra reagált, így nekiment a már jobbra húzódó németnek. Villeneuve Ferrarijának jobb első kereke 225 km/h sebességnél a March bal hátsó kerekéhez ütközött, aminek következtében a Ferrari egy hátraszaltó után orral a földnek csapódott. Az ütközés darabokra törte az autót, szétszakította Villeneuve székét, aki ülésével együtt kiszakadt a Ferrariból. A kanadai pilóta életét nem tudták megmenteni, a kórházban elhunyt.
Fiának, Jacques Villeneuvenek sikerült az, ami neki nem, világbajnokságot nyernie, 1997-ben. A kanadai nagydíj jelenlegi színhelye, a Circuit Gilles Villeneuve is az ő nevét viseli.

## Kapcsolata Ferrarival
Villeneuve egyike volt azon kevés embernek, akit fia halála után Enzo Ferrari bizalmába fogadott. A gyáralapító az 1982-es tragikus baleset után az íróasztalán tartotta Gilles bekeretezett fotóját.

## Teljes Formula–1-es eredménysorozata
(Táblázat értelmezése)

(Félkövér: pole-pozícióból indult; dőlt: leggyorsabb kört futott) 

| Év   | Csapat  | 1      | 2      | 3       | 4      | 5      | 6     | 7      | 8      | 9      | 10     | 11     | 12     | 13     | 14     | 15      | 16     | 17     | Helyezés | Pont    |
| ---- | ------- | ------ | ------ | ------- | ------ | ------ | ----- | ------ | ------ | ------ | ------ | ------ | ------ | ------ | ------ | ------- | ------ | ------ | -------- | ------- |
| 1977 | McLaren | ARG    | BRA    | RSA     | USW    | ESP    | MON   | BEL    | SWE    | FRA    | GBR 11 | GER    | AUT    | NED    | ITA    | USA     | CAN 12 | JPN Ki | 36.      | 0       |
| 1978 | Ferrari | ARG 8  | BRA Ki | RSA Ki  | USW Ki | MON Ki | BEL 4 | ESP 10 | SWE 9  | FRA 12 | GBR Ki | GER 8  | AUT 3  | NED 6  | ITA 7  | USA Ki  | CAN 1  |        | 9.       | 17      |
| 1979 | Ferrari | ARG Ki | BRA 5  | RSA 1   | USW 1  | ESP 7  | BEL 7 | MON Ki | FRA 2  | GBR 14 | GER 8  | AUT 2  | NED Ki | ITA 2  | CAN 2  | USA 1   |        |        | 2.       | 47 (53) |
| 1980 | Ferrari | ARG Ki | BRA 16 | RSA Ki  | USW Ki | BEL 6  | MON 5 | FRA 8  | GBR Ki | GER 6  | AUT 8  | NED 7  | ITA Ki | CAN 5  | USA Ki |         |        |        | 12.      | 6       |
| 1981 | Ferrari | USW Ki | BRA Ki | ARG Ki  | SMR 7  | BEL 4  | MON 1 | ESP 1  | FRA Ki | GBR Ki | GER 10 | AUT Ki | NED Ki | ITA Ki | CAN 3  | LVS Kiz |        |        | 7.       | 25      |
| 1982 | Ferrari | RSA Ki | BRA Ki | USW Kiz | SMR 2  | BEL Ni | MON   | USE    | CAN    | NED    | GBR    | FRA    | GER    | AUT    | SUI    | ITA     | LVS    |        | 15.      | 6       |